# Medaille „Vorbildliches Lehrlingskollektiv im sozialistischen Berufswettbewerb“

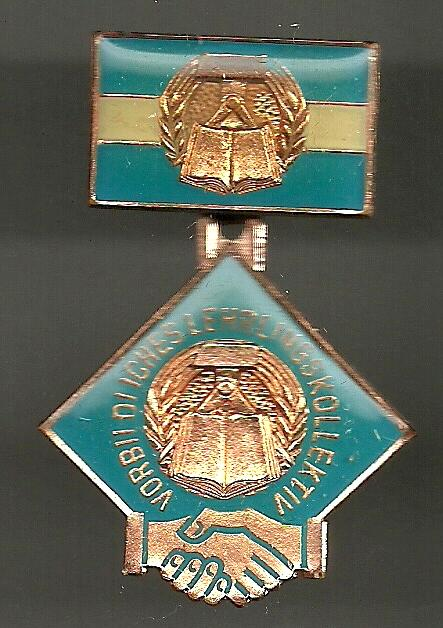
Medaille vorbildliches Lehrlingskollektiv

Die Medaille Vorbildliches Lehrlingskollektiv im sozialistischen Berufswettbewerb war eine staatliche Auszeichnung  der Deutschen Demokratischen Republik (DDR), welche in Form einer tragbaren Medaille verliehen wurde.

## Geschichte
Die Medaille wurde am 19. November 1970 in einer Stufe gestiftet. Sie konnte an Mitglieder von Lehrlingskollektiven verliehen werden, die ihre vorgegebenen Ausbildungsziele durch vorbildliche sozialistische Gemeinschaftsarbeit und gegenseitiger Hilfe erreicht hatten und somit die Kollektivmitglieder zu persönlichen Höchstleistungen befähigt haben. Ferner auch, damit die Mitglieder des Kollektivs sowohl im Betrieb als auch in der Öffentlichkeit klassenbewusst auftreten und aktive gesellschaftliche arbeiten und dabei ausgezeichnete Ergebnisse in der sozialistischen Wehrerziehung nachweisen. Die Medaille konnte dazu in jeden Lehrjahr erneut verliehen werden. 

## Aussehen und Tragweise
Die vergoldete Medaille, die in Form eines auf dem Kopf stehendes Quadrates hat, besitzt eine Kantenlänge von 23 mm und zeigt an der unteren Spitze einen stilisiert dargestellten Handschlag. Mittig des schwarz lackierten Quadrates ist das Symbol des Berufswettbewerbs zu sehen, ein aufgeschlagenes Buch, welches vor einem Hammer und Zirkel mit runden Ähren ruht. Umschlossen ist diese Symbolik von der Umschrift: VORBILDLICHES LEHRLINGSKOLLEKTIV. Das Revers der Medaille ist dagegen glatt und zeigt die vierzeilige Inschrift: SOZIALISTISCHER / BERUFSWETTBEWERB / DER LEHRLINGE DER / DDR. Getragen wurde die Medaille an einer 24 × 15 mm großen lackierten Spange mit schwarzen Grund in dessen Mitte waagerecht ein 4 mm breiter weißer Balken eingelassen ist. Mittig der Spange ist das Symbol des soeben beschriebenen Berufswettbewerbs eingelassen. Die hier geschilderte Farbvariante wurde bis 1971 verwendet, ab 1972 waren Medaille und Spange bronzefarben und nicht mehr schwarz lackiert worden, sondern blau. Getragen wurde die Medaille zunächst auf der rechten oberen Brustseite, ab 1978 dann auf der linken.